# Прва лига Србије и Црне Горе у кошарци 2003/04.
Прва лига Србије и Црне Горе у кошарци 2003/2004. је било прво првенство Србије и Црне Горе у кошарци. Из спонзорских разлога лига је носила назив Ефес пилс лига. Титулу је освојио Партизан.
Први део сезоне је бројао 12 екипа и играли су га сви клубови који су изборили место у њој, изузев клубова који су учесници Јадранске лиге (Црвена звезда, Рефлекс, Будућност и Ловћен).
У другом делу се прикључују четири тима који учествују у Јадранској лиги и заједно са 4 првопласирана клуба из првог дела лиге формирају Суперлигу Србије и Црне Горе (укупно 8 екипа). Четири првопласиране екипе Суперлиге учествују у завршном разигравању за титулу (плеј-офу). Победник Суперлиге добија титулу шампиона Србије и Црне Горе.

## Први део такмичења

### Табела
|    | Тим              | Игр. | Поб. | Изг. | П+   | П-   | П+/- | Бод |
| -- | ---------------- | ---- | ---- | ---- | ---- | ---- | ---- | --- |
| 1  | Партизан         | 22   | 20   | 2    | 2003 | 1639 | +364 | 42  |
| 2  | Хемофарм         | 22   | 19   | 3    | 2008 | 1674 | +334 | 41  |
| 3  | НИС Војводина    | 22   | 17   | 5    | 1895 | 1674 | +221 | 39  |
| 4  | Лавови 063       | 22   | 12   | 10   | 1833 | 1760 | +73  | 34  |
| 5  | Слога            | 22   | 12   | 10   | 1791 | 1856 | -65  | 34  |
| 6  | Здравље          | 22   | 11   | 11   | 1767 | 1834 | -67  | 33  |
| 7  | ОКК Београд      | 22   | 10   | 12   | 1848 | 1822 | +26  | 32  |
| 8  | Атлас            | 22   | 10   | 12   | 1911 | 1866 | +45  | 32  |
| 9  | Ергоном          | 22   | 8    | 14   | 1893 | 1963 | -70  | 30  |
| 10 | Машинац          | 22   | 8    | 14   | 1763 | 1918 | -155 | 30  |
| 11 | Спартак Суботица | 22   | 4    | 18   | 1688 | 1954 | -266 | 26  |
| 12 | Застава          | 22   | 1    | 21   | 1617 | 2057 | -440 | 23  |

Легенда:

## Суперлига Србије и Црне Горе

### Табела
|   | Тим           | Игр. | Поб. | Изг. | П+   | П-   | П+/- | Бод |
| - | ------------- | ---- | ---- | ---- | ---- | ---- | ---- | --- |
| 1 | Партизан      | 14   | 12   | 2    | 1251 | 1099 | +152 | 26  |
| 2 | Црвена звезда | 14   | 10   | 4    | 1250 | 1172 | +78  | 24  |
| 3 | Хемофарм      | 14   | 9    | 5    | 1203 | 1169 | +34  | 23  |
| 4 | НИС Војводина | 14   | 9    | 5    | 1231 | 1172 | +59  | 23  |
| 5 | Будућност     | 14   | 8    | 6    | 1293 | 1246 | +47  | 22  |
| 6 | Рефлекс       | 14   | 5    | 9    | 1198 | 1177 | +21  | 19  |
| 7 | Лавови 063    | 14   | 3    | 11   | 996  | 1151 | -155 | 17  |
| 8 | Ловћен        | 14   | 0    | 14   | 1049 | 1285 | -236 | 14  |

Легенда:

### Разигравање за титулу

#### Полуфинале
Први пар:
| 1. 6. 2004. |                                       | Партизан | 76 : 72    | НИС Војводина | Хала Пионир, Београд Гледаоци: 3000 Судије: Љуца, Милојковић |  |
| 1. 6. 2004. | Четвртине: 21-18, 23-18, 13-16, 19-20 |          |            |               | Хала Пионир, Београд Гледаоци: 3000 Судије: Љуца, Милојковић |  |
| 1. 6. 2004. | Поени: Шћепановић 29                  |          | Стјуарт 22 |               | Хала Пионир, Београд Гледаоци: 3000 Судије: Љуца, Милојковић |  |

| 3. 6. 2004. |                                       | НИС Војводина | 83 : 84    | Партизан | СПЕНС, Нови Сад Гледаоци: 6000 Судије: Милојковић, Маричић |  |
| 3. 6. 2004. | Четвртине: 26-21, 20-19, 23-22, 14-22 |               |            |          | СПЕНС, Нови Сад Гледаоци: 6000 Судије: Милојковић, Маричић |  |
| 3. 6. 2004. | Поени: Гуровић, Немет 18              |               | Остојић 19 |          | СПЕНС, Нови Сад Гледаоци: 6000 Судије: Милојковић, Маричић |  |

Други пар:
| 2. 6. 2004. |                                       | Црвена звезда | 86 : 88    | Хемофарм | Хала Пионир, Београд Гледаоци: 3800 Судије: Белошевић, Маричић |  |
| 2. 6. 2004. | Четвртине: 23-25, 22-32, 22-14, 19-17 |               |            |          | Хала Пионир, Београд Гледаоци: 3800 Судије: Белошевић, Маричић |  |
| 2. 6. 2004. | Поени: Ракочевић 23                   |               | Поповић 31 |          | Хала Пионир, Београд Гледаоци: 3800 Судије: Белошевић, Маричић |  |

| 4. 6. 2004. |                              | Хемофарм | 20 : 0 | Црвена звезда | Центар Миленијум, Вршац |  |
| 4. 6. 2004. | Четвртине: Службени резултат |          |        |               | Центар Миленијум, Вршац |  |

#### Финале
| 9. 6. 2004. |                                       | Партизан | 89 : 70    | Хемофарм | Хала Пионир, Београд Гледаоци: 5300 Судије: Љуца, Шутуловић |  |
| 9. 6. 2004. | Четвртине: 18-18, 27-20, 26-18, 18-14 |          |            |          | Хала Пионир, Београд Гледаоци: 5300 Судије: Љуца, Шутуловић |  |
| 9. 6. 2004. | Поени: Шћепановић 16                  |          | Богавац 16 |          | Хала Пионир, Београд Гледаоци: 5300 Судије: Љуца, Шутуловић |  |

| 14. 6. 2004. |                                       | Партизан | 85 : 81  | Хемофарм | Хала Пионир, Београд Гледаоци: 6000 Судије: Јовчић, Милојковић |  |
| 14. 6. 2004. | Четвртине: 25-23, 16-25, 21-16, 23-17 |          |          |          | Хала Пионир, Београд Гледаоци: 6000 Судије: Јовчић, Милојковић |  |
| 14. 6. 2004. | Поени: Шћепановић 22                  |          | Божић 19 |          | Хала Пионир, Београд Гледаоци: 6000 Судије: Јовчић, Милојковић |  |

| 17. 6. 2004. |                                       | Хемофарм | 92 : 80   | Партизан | Центар Миленијум, Вршац Гледаоци: 4500 Судије: Јовчић, Милојковић |  |
| 17. 6. 2004. | Четвртине: 21-19, 23-20, 19-18, 29-23 |          |           |          | Центар Миленијум, Вршац Гледаоци: 4500 Судије: Јовчић, Милојковић |  |
| 17. 6. 2004. | Поени: Поповић 24                     |          | Кецман 18 |          | Центар Миленијум, Вршац Гледаоци: 4500 Судије: Јовчић, Милојковић |  |

| 19. 6. 2004. |                                       | Хемофарм | 77 : 79       | Партизан | Центар Миленијум, Вршац Гледаоци: 4500 Судије: Белошевић, Шутуловић |  |
| 19. 6. 2004. | Четвртине: 18-21, 22-21, 19-27, 18-10 |          |               |          | Центар Миленијум, Вршац Гледаоци: 4500 Судије: Белошевић, Шутуловић |  |
| 19. 6. 2004. | Поени: Поповић 19                     |          | Шћепановић 28 |          | Центар Миленијум, Вршац Гледаоци: 4500 Судије: Белошевић, Шутуловић |  |

| Првак Србије и Црне Горе 2003/04. |
| --------------------------------- |
| Партизан                          |

## Састави финалиста
| Екипа    | Играчи | Тренер          |
| -------- | --- | --------------- |
| Партизан | Владо Шћепановић, Душан Кецман, Ђуро Остојић, Вуле Авдаловић, Коста Перовић, Џералд Браун, Ненад Крстић, Слободан Божовић, Предраг Матерић, Урош Трипковић, Млађан Шилобад, Мирко Ковач, Лука Сјеклоћа | Душко Вујошевић |
| Хемофарм | Небојша Богавац, Бојан Бакић, Петар Божић, Иван Стефановић, Милутин Алексић, Петар Поповић, Милош Борисов, Вукашин Алексић, Саво Ђикановић, Миленко Топић, Владимир Тица, Саша Васиљевић               | Ацо Петровић    |